# BAFTA ai migliori costumi
Il BAFTA ai migliori costumi è un premio annuale, promosso dal BAFTA a partire dal 1965, inizialmente suddiviso in costumi in un film a colori e in bianco e nero, e dal 1969 presente in un'unica sezione.

## Albo d'oro

### Anni 1960

#### Bianco e nero
- 1965
  - Sophie Devine - Frenesia del piacere (The Pumpkin Eater)
  - Beatrice Dawson - Schiavo d'amore (Of Human Bondage)
  - Julie Harris - Psyche 59
- 1968
  - Jocelyn Rickards - ...e il diavolo ha riso (Mademoiselle)
  - Jocelyn Rickards - Il marinaio del Gibilterra (The Sailor from Gibraltar)

#### Colori
- 1965
  - Margaret Furse - Becket e il suo re (Becket)
  - Anthony Mendleson - Le lunghe navi (The Long Ships) e Una Rolls-Royce gialla (The Yellow Rolls-Royce)
  - Beatrice Dawson - La donna di paglia (Woman of Straw)
- 1966
  - Osbert Lancaster e Dinah Greet - Quei temerari sulle macchine volanti (Those Magnificent Men in Their Flying Machines)
  - Margaret Furse - Uno sparo nel buio (A Shot in the Dark)
  - Julie Harris - Aiuto! (Help!)
  - Elizabeth Haffenden e Joan Bridge - Le avventure e gli amori di Moll Flanders (The Amorous Adventures of Moll Flanders)
  - Margaret Furse - Il magnifico irlandese (Young Cassidy)
- 1967
  - Julie Harris - La cassa sbagliata (The Wrong Box)
  - Christian Dior - Arabesque
  - Nicholas Georgidis - Romeo e Giulietta (Romeo and Juliet)
  - John Furniss - La caduta delle aquile (The Blue Max)
- 1968
  - Elizabeth Haffenden e Joan Bridge - Un uomo per tutte le stagioni (A Man for All Seasons)
  - Julie Harris - James Bond 007 - Casino Royale (Casino Royale)
  - Alan Barrett - Via dalla pazza folla (Far from the Madding Crowd)
  - Elizabeth Haffenden e Joan Bridge - Lo squattrinato (Half a Sixpence)

#### Premio unico
- 1969
  - Danilo Donati - Romeo e Giulietta (Romeo and Juliet)
  - Phyllis Dalton - Oliver!
  - David Walker - I seicento di Balaklava (The Charge of the Light Brigade)
  - Margaret Furse - Il leone d'inverno (The Lion in Winter)

### Anni 1970
- 1970
  - Anthony Mendleson - Oh, che bella guerra! (Oh! What a Lovely War)
  - Irene Sharaff - Funny Girl
  - Ruth Myers - Isadora
  - Shirley Russell - Donne in amore (Women in Love)
- 1971
  - Maria de Matteis - Waterloo
  - Margaret Furse - Anna dei mille giorni (Anne of the Thousand Days)
  - Vittorio Nino Novarese - Cromwell - Nel suo pugno la de un popolo (Cromwell)
  - Jocelyn Rickards - La figlia di Ryan (Ryan's Daughter)
- 1972
  - Piero Tosi - Morte a Venezia
  - Yvonne Blake e Antonio Castillo - Nicola e Alessandra (Nicholas and Alexandra)
  - Christine Edzard - I racconti di Natale di Beatrix Potter (Tales of Beatrix Potter)
  - John Furniss - Messaggero d'amore (The Go-Between)
- 1973
  - Anthony Mendleson - Macbeth (The Tragedy of Macbeth), Le avventure di Alice nel Paese delle Meraviglie (Alice's Adventures in Wonderland) e Gli anni dell'avventura (Young Winston)
  - Charlotte Flemming - Cabaret
  - Anna Hill Johnstone - Il padrino (The Godfather)
- 1974
  - Phyllis Dalton - Un uomo da affittare (The Hireling)
  - Beatrice Dawson - A Doll's House (A Doll's House)
  - Danilo Donati - Fratello sole, sorella luna
  - Yvonne Blake - Jesus Christ Superstar
- 1975
  - Theoni V. Aldredge - Il grande Gatsby (The Great Gatsby)
  - Anthea Sylbert - Chinatown
  - Tony Walton - Assassinio sull'Orient Express (Murder on the Orient Express)
  - Yvonne Blake - I tre moschettieri (The Three Musketeers)
- 1976
  - Ann Roth - Il giorno della locusta (The Day of the Locust)
  - Ulla-Britt Söderlund e Milena Canonero - Barry Lyndon
  - Yvonne Blake - I quattro moschettieri (The Four Musketeers)
  - Edith Head - L'uomo che volle farsi re (The Man Who Would Be King)
- 1977
  - Moidele Bickel - La Marchesa von... (Die Marquise von O...)
  - Monica Howe - Piccoli gangsters (Bugsy Malone)
  - Judith Dorsman - Picnic ad Hanging Rock (Il lungo pomeriggio della morte) (Picnic at Hanging Rock)
  - Julie Harris - La scarpetta e la rosa (The Slipper and the Rose: The Story of Cinderella)
- 1978
  - Danilo Donati - Il Casanova di Federico Fellini
  - Michael Annals e Patrick Wheatley - Joseph Andrews
  - Theadora Van Runkle - New York, New York
  - Shirley Russell - Valentino
- 1979
  - Anthony Powell - Assassinio sul Nilo (Death on the Nile)
  - Anthea Sylbert, Joan Bridge e Annalisa Nasalli-Rocca - Giulia (Julia)
  - John Mollo - Guerre stellari (Star Wars)
  - Tom Rand - I duellanti (The Duellists)

### Anni 1980
- 1980
  - Shirley Russell - Yankees (Yanks)
  - Shirley Russell - Il segreto di Agatha Christie (Agatha)
  - John Mollo - Alien
  - Judy Moorcroft - Gli europei (The Europeans)
- 1981
  - Seiichiro Momosawa - Kagemusha - L'ombra del guerriero (Kagemusha)
  - Albert Wolsky - All That Jazz - Lo spettacolo comincia (All That Jazz)
  - Frantz Salieri - Don Giovanni
  - Danilo Donati - Flash Gordon
- 1982
  - Milena Canonero - Momenti di gloria (Chariots of Fire)
  - Bob Ringwood - Excalibur
  - Anthony Powell - Tess
  - Tom Rand - La donna del tenente francese (The French Lieutenant's Woman)
- 1983
  - Charles Knode e Michael Kaplan - Blade Runner
  - John Mollo e Bhanu Athaiya - Gandhi
  - Shirley Russell - Reds
- 1984
  - Piero Tosi - La traviata
  - Marik Vos-Lundh - Fanny e Alexander (Fanny och Alexander)
  - Barbara Lane - Calore e polvere (Heat and Dust)
  - Ruth Morley - Tootsie
- 1985
  - Gabriella Pescucci - C'era una volta in America (Once Upon a Time in America)
  - Jenny Beavan e John Bright - I bostoniani (The Bostonians)
  - Elizabeth Waller - In compagnia dei lupi (The Company of Wolves)
  - Yvonne Sassinot de Nesle - Un amore di Swann (Un amour de Swann)
- 1986
  - Milena Canonero - Cotton Club (The Cotton Club)
  - Judy Moorcroft - Passaggio in India (A Passage to India)
  - Theodor Pištěk - Amadeus
  - Charles Knode - Legend
- 1987
  - Jenny Beavan e John Bright - Camera con vista (A Room with a View)
  - Milena Canonero - La mia Africa (Out of Africa)
  - Emi Wada - Ran
  - Enrico Sabbatini - Mission (The Mission)
- 1988
  - Jeffrey Kurland - Radio Days
  - Shirley Russell - Anni '40 (Hope and Glory)
  - Joyce Carter, Danielle Garderes, Claude Gastine, Judith Loom, Sally Neale, Jackie Smith e Barbara Sonnex - Little Dorrit
  - Marilyn Vance - The Untouchables - Gli intoccabili (The Untouchables)
- 1989
  - James Acheson - L'ultimo imperatore (The Last Emperor)
  - Bob Ringwood - L'impero del sole (Empire of the Sun)
  - Judy Moorcroft - La sarta (The Dressmaker)
  - Marit Allen - Misfatto bianco (White Mischief)

### Anni 1990
- 1990
  - Gabriella Pescucci - Le avventure del barone di Munchausen (The Adventures of Baron of Munchausen)
  - Bob Ringwood - Batman
  - James Acheson - Le relazioni pericolose (Dangerous Liaisons)
  - Phyllis Dalton - Enrico V (Henry V)
- 1991
  - Richard Bruno - Quei bravi ragazzi (Goodfellas)
  - Milena Canonero - Dick Tracy
  - Beatrice Bordone - Nuovo Cinema Paradiso
  - Marilyn Vance - Pretty Woman
- 1992
  - Franca Squarciapino - Cyrano de Bergerac
  - Colleen Atwood - Edward mani di forbice (Edward Scissorhands)
  - John Bloomfield - Robin Hood - Principe dei ladri (Robin Hood: Prince of Thieves)
  - Theodor Pištěk - Valmont
- 1993
  - Angus Strathie e Catherine Martin - Ballroom - Gara di ballo (Strictily Ballroom)
  - John Mollo e Ellen Mirojnick - Charlot (Chaplin)
  - Jenny Beavan e John Bright - Casa Howard (Howards End)
  - Elsa Zamparelli - L'ultimo dei Mohicani (The Last of the Mohicans)
- 1994
  - Janet Patterson - Lezioni di piano (The Piano)
  - Eiko Ishioka - Dracula di Bram Stoker (Bram Stoker's Dracula)
  - Phyllis Dalton - Molto rumore per nulla (Much Ado About Nothing)
  - Sandy Powell - Orlando
  - Anna B. Sheppard - Schindler's List - La lista di Schindler
- 1995
  - Lizzy Gardiner e Tim Chappel - Priscilla - La regina del deserto (The Adventures of Priscilla, Queen of the Desert)
  - Lindy Hemming - Quattro matrimoni e un funerale (Four Weddings and a Funeral)
  - Sandy Powell - Intervista col vampiro (Interview with the Vampire: The Vampire Chronicles)
  - Colleen Atwood - Piccole donne (Little Women)
- 1996
  - Charles Knode - Braveheart - Cuore impavido
  - James Acheson - Restoration - Il peccato e il castigo (Restoration)
  - Jenny Beavan e John Bright - Ragione e sentimento (Sense and Sensibility)
  - Mark Thompson - La pazzia di Re Giorgio (The Madness of King George)
- 1997
  - Shuna Harwood - Riccardo III (Richard III)
  - Penny Rose - Evita
  - Alexandra Byrne - Hamlet
  - Ann Roth - Il paziente inglese (The English Patient)
- 1998
  - Deirdre Clancy - La mia regina (Mrs Brown)
  - Ruth Myers - L.A. Confidential
  - Sandy Powell - Le ali dell'amore (The Wings of the Dove)
  - Deborah Lynn Scott - Titanic
- 1999
  - Sandy Powell - Velvet Goldmine
  - Alexandra Byrne - Elizabeth
  - Sandy Powell - Shakespeare in Love
  - Graciela Mazón - La maschera di Zorro (The Mask of Zorro)

### Anni 2000
- 2000
  - Colleen Atwood - Il mistero di Sleepy Hollow (Sleepy Hollow)
  - Caroline Harris - Un marito ideale (An Ideal Husband)
  - Jenny Beavan, Anna Anni e Alberto Spiazzi - Un tè con Mussolini (Tea with Mussolini)
  - Sandy Powell - Fine di una storia (The End of the Affair)
- 2001
  - Timmy Yip - La tigre e il dragone (Wo hu cang long)
  - Renee Ehrlich Kalfus - Chocolat
  - Janty Yates - Il gladiatore (Gladiator)
  - Monica Howe - Fratello, dove sei? (O Brother, Where Art Thou?)
  - Jacqueline West - Quills - La penna dello scandalo (Quills)
- 2002
  - Jenny Beavan - Gosford Park
  - Judianna Makovsky - Harry Potter e la pietra filosofale (Harry Potter and the Sorcerer's Stone)
  - Catherine Martin e Angus Strathie - Moulin Rouge!
  - Colleen Atwood - Planet of the Apes - Il pianeta delle scimmie (Planet of the Apes)
  - Ngila Dickson - Il Signore degli Anelli - La Compagnia dell'Anello (The Lord of the Rings: The Fellowship of the Ring)
- 2003
  - Ngila Dickson  e Richard Taylor - Il Signore degli Anelli - Le due torri (The Lord of the Rings: The Two Towers)
  - Mary Zophres - Prova a prendermi (Catch Me If You Can)
  - Colleen Atwood - Chicago
  - Julie Weiss - Frida
  - Sandy Powell - Gangs of New York
- 2004
  - Wendy Stites - Master & Commander - Sfida ai confini del mare (Master and Commander: The Far Side of the World)
  - Ann Roth e Carlo Poggioli - Ritorno a Cold Mountain (Cold Mountain)
  - Dien van Straalen - La ragazza con l'orecchino di perla (Girl with a Pearl Earring)
  - Penny Rose - La maledizione della prima luna (Pirates of Caribbean: The Curse of the Black Pearl)
  - Ngila Dickson e Richard Taylor - Il Signore degli Anelli - Il ritorno del re (The Lord of the Rings: The Return of the King)
- 2005
  - Jacqueline Durran - Il segreto di Vera Drake (Vera Drake)
  - Alexandra Byrne - Neverland - Un sogno per la vita (Finding Neverland)
  - Emi Wada - La foresta dei pugnali volanti (Shi mian mai fu)
  - Sandy Powell - The Aviator
  - Sammy Sheldon - Il mercante di Venezia (The Merchant of Venice)
- 2006
  - Colleen Atwood - Memorie di una geisha (Memoirs of a Geisha)
  - Gabriella Pescucci - La fabbrica di cioccolato (Charlie and the Chocolate Factory)
  - Sandy Powell - Lady Henderson presenta (Mrs Henderson Presents)
  - Jacqueline Durran - Orgoglio e pregiudizio (Pride & Prejudice)
  - Isis Mussenden - Le cronache di Narnia - Il leone, la strega e l'armadio (The Chronicles of Narnia: the Lion, the Witch & the Wardrobe)
- 2007
  - Lala Huete - Il labirinto del fauno (El laberinto del fauno)
  - Milena Canonero - Marie Antoinette
  - Penny Rose - Pirati dei Caraibi - La maledizione del forziere fantasma (Pirates of the Caribbean: Dead Man Chest)
  - Patricia Field - Il diavolo veste Prada (The Devil Wears Prada)
  - Consolata Boyle - The Queen - La regina (The Queen)
- 2008
  - Marit Allen - La Vie en rose (La Môme)
  - Jacqueline Durran - Espiazione (Atonement)
  - Alexandra Byrne - Elizabeth: The Golden Age
  - Lai Pan - Lussuria - Seduzione e tradimento (Se, jie)
  - Colleen Atwood - Sweeney Todd - Il diabolico barbiere di Fleet Street (Sweeney Todd: The Demon Barber of Fleet Street)
- 2009
  - Michael O'Connor - La duchessa (The Duchess)
  - Deborah Hopper - Changeling
  - Albert Wolsky - Revolutionary Road
  - Jacqueline West - Il curioso caso di Benjamin Button (The Curious Case of Benjamin Button)
  - Lindy Hemming - Il cavaliere oscuro (The Dark Knight)

### Anni 2010
- 2010
  - Sandy Powell - The Young Victoria
  - Odile Dicks-Mireaux - An Education
  - Catherine Leterrier – Coco avant Chanel - L'amore prima del mito
  - Janet Patterson – Bright Star
  - Arianne Phillips - A Single Man
- 2011
  - Colleen Atwood - Alice in Wonderland
  - Amy Westcott - Il cigno nero (Black Swan)
  - Jenny Beavan - Il discorso del re (The King's Speech)
  - Louise Stjernsward - We Want Sex (Made in Dagenham)
  - Mary Zophres - Il Grinta (True Grit)
- 2012
  - Mark Bridges – The Artist
  - Jacqueline Durran – La talpa (Tinker Tailor Soldier Spy)
  - Michael O'Connor – Jane Eyre (Jane Eyre)
  - Sandy Powell – Hugo Cabret (Hugo)
  - Jill Taylor – Marilyn (My Week with Marilyn)
- 2013
  - Jacqueline Durran - Anna Karenina
  - Beatrix Aruna Pasztor - Grandi speranze (Great Expectations)
  - Paco Delgado - Les Misérables
  - Joanna Johnston - Lincoln
  - Colleen Atwood - Biancaneve e il cacciatore (Snow White and the Huntsman)
- 2014
  - Catherine Martin – Il grande Gatsby (The great Gatsby)
  - Ellen Mirojnick – Dietro i candelabri (Behind the candelabra)
  - Mike Wilkinson – American Hustle - L'apparenza inganna
  - Michael O'Connor – The Invisible Woman
  - Daniel Orlandi – Saving Mr. Banks
- 2015
  - Milena Canonero – Grand Budapest Hotel (The Grand Budapest Hotel)
  - Sammy Sheldon Differ – The Imitation Game
  - Colleen Atwood – Into the Woods
  - Jacqueline Durran – Turner (Mr. Turner)
  - Steven Noble – La teoria del tutto (The Theory of Everything)
- 2016
  - Jenny Beavan - Mad Max: Fury Road
  - Odile Dicks-Mireaux - Brooklyn
  - Sandy Powell - Carol
  - Sandy Powell - Cenerentola (Cinderella)
  - Paco Delgado - The Danish Girl
- 2017
  - Madeline Fontaine – Jackie
  - Colleen Atwood – Animali fantastici e dove trovarli (Fantastic Beasts and Where to Find Them)
  - Consolata Boyle – Florence (Florence Foster Jenkins)
  - Joanna Johnston – Allied - Un'ombra nascosta (Allied)
  - Mary Zophres – La La Land
- 2018
  - Mark Bridges – Il filo nascosto (Phantom Thread)
  - Jacqueline Durran – La bella e la bestia (Beauty and the Beast)
  - Jacqueline Durran – L'ora più buia (Darkest Hour)
  - Jennifer Johnson – Tonya (I, Tonya)
  - Luis Sequeira – La forma dell'acqua - The Shape of Water (The Shape of Water)
- 2019
  - Sandy Powell - La favorita (The Favourite)
  - Mary Zophres - La ballata di Buster Scruggs (The Ballad of Buster Cruggs)
  - Julian Day - Bohemian Rhapsody
  - Sandy Powell - Il ritorno di Mary Poppins (Mary Poppins Returns)
  - Alexandra Byrne - Maria regina di Scozia (Mary Queen of Scots)

### Anni 2020
- 2020
  - Jacqueline Durran - Piccole donne (Little Women)
  - Christopher Peterson e Sandy Powell - The Irishman
  - Arianne Phillips - C'era una volta a... Hollywood (Once Upon a Time... in Hollywood)
  - Mayes C. Rubeo - Jojo Rabbit
  - Jany Temime - Judy
- 2021
  - Ann Roth – Ma Rainey's Black Bottom
  - Michael O'Connor – Ammonite - Sopra un'onda del mare (Ammonite)
  - Alice Babidge – La nave sepolta (The Dig)
  - Alexandra Byrne – Emma.
  - Trish Summerville – Mank
- 2022[2]
  - Jenny Beavan – Crudelia (Cruella)
  - Massimo Cantini Parrini – Cyrano
  - Bob Morgan e Jacqueline West – Dune
  - Milena Canonero – The French Dispatch of the Liberty, Kansas Evening Sun
  - Luis Sequeira – La fiera delle illusioni - Nightmare Alley (Nightmare Alley)
- 2023[3]
  - Catherine Martin - Elvis
  - Lisy Christl - Niente di nuovo sul fronte occidentale (Im Westen nichts Neues)
  - J.R. Hawbaker ed Albert Wolsky - Amsterdam
  - Mary Zophres - Babylon
  - Jenny Beavan - La signora Harris va a Parigi (Mrs. Harris Goes to Paris)
- 2024[4]
  - Holly Waddington - Povere creature! (Poor Things)
  - Jacqueline Durran - Barbie
  - Jacqueline West - Killers of the Flower Moon
  - David Crossman e Janty Yates - Napoleon
  - Ellen Mirojnick - Oppenheimer
- 2025[5]
  - Paul Tazewell - Wicked
  - Jacqueline Durran - Blitz
  - Arianne Phillips - A Complete Unknown
  - Lisy Christl - Conclave
  - Linda Muir - Nosferatu